# Лорицифера
Лорицифера (лат. Loricifera) су сићушни (величине до 0,5 mm) морски бескичмењаци. Представници овог типа откривени су међу последњим вишећелијским животињама, 1983. године. Описано је око педесетак врста које се сврставају у неколико родова. Телесна дупља им је псеудоцелом. 
Класификују се најчешће на један од следећа два начина:
- издвајају се у засебан тип или
- се сврставају у класу у оквиру полифилетске групе ваљкастих црва.